# Ichneumon saxifragator
Ichneumon saxifragator là một loài tò vò trong họ Ichneumonidae.